# Pappersformat
Pappersformat anger måtten på pappersark enligt någon konvention eller standard. I majoriteten av världens länder används de internationella pappersformat som standardiserats i DIN 476-2 och ISO 216. I Nordamerika används vanligen andra pappersformat som baseras på mått i inch. I Sverige är det vanligaste måttet A4-papper (210 mm × 297 mm).

## Internationella pappersformat
De numera vanligaste pappersformaten standardiserades 1922 i Tyskland av DIN. Totalt blev tre format standard:
- A-format, som utgår från A0 med area 1 m² och halveras med ökande siffra.
- B-format, där Bn areamässigt är geometriska medelvärdet av An och A(n-1).
- C-format, där Cn areamässigt är geometriska medelvärdet av An och Bn.

Alla formaten har bredd-höjd-förhållande 1:√2 (≈1:1,4142), vilket möjliggör halvering utan förändring av proportionerna.
Från början var det också tal om ett D-format, men det formatet utgick eftersom det ansågs obehövligt. Som internationell standard gäller ISO 216 sedan 1975, men bara för A- och B-serierna[källa behövs]. C-serien gäller alltjämt som standard DIN 476-2 i Tyskland.
SIS gav ut en utvidgad formatserie från A till G, beskriven i standarden SS 01 47 11. Nu gällande svensk standard är den internationella standarden, med svensk beteckning SS-EN ISO 216. Den innehåller alltså inte längre formatserierna C till G[källa behövs], trots att C5 och C4 är de vanligaste kuvertstorlekarna i Sverige.

## Normalformat
Normalformat avser att papper (och liknande) har ett visst format, som är så beskaffat, att om papperets kortsida är 1, så ska långsidan vara lika med √2 (≈1,4142). Endast om ett papper har dessa proportioner, kan det skäras itu på mitten parallellt med kortsidan, med resultatet att de två nya delarna får exakt samma proportioner som ursprunget. Det var den tyske fysikern Lichtenberg som bevisade detta i en uppsats i Göttinger Almanach. 1789 antogs en lag i Frankrike (No 2136) som angav att stämpelpapper skulle vara i format enligt Lichtenbergs principer. Den lagen fick dock inget inflytande då ISO 1948 hade sitt första möte om en internationell formatstandard.
Därutöver fordras att pappersstorlekarna följer fastställda standarder. Genom att använda systemet för normalformat, så behöver inte varje använd pappersstorlek ha speciellt anpassade kuvert, arkivkartonger etc.

## Bakgrund
I den anda av förnuftstro som präglade framför allt Frankrike efter revolutionen 1789, ville man ersätta alla gamla mått med enhetliga, sammanhängande system som hade sitt ursprung i naturen. Som utgångspunkt fastställdes metern, som ursprungligen definierades som en tiomiljondel av avståndet mellan ekvatorn och polen. Ur metern härleddes ett system av mått och vikter och ett system för pappersformat togs också fram, under ledning av Lazare Carnot. Den pappersstorlek från vilken alla övriga genom tudelning skulle kunna tas fram, hade måtten 841 × 1 189 mm och därmed ytan en kvadratmeter. 
Det franska systemet för pappersformat föll emellertid i glömska men återupplivades på 1910-talet i Tyskland, där pappersformaten senare fastställdes 1921 inom DIN-systemet. Införandet av DIN 476 var resultatet av ett arbete kemisten Wilhelm Ostwald påbörjade 1910 och som slutfördes av ingenjören och matematikern Walter Porstmann. Därefter har systemet införts i ett stigande antal länder, dock ännu i början av 2000-talet inte i många av de anglosaxiska länderna. Storbritannien anammade dock A-formaten i slutet av 1900-talet i samband med att man där övergick till Internationella måttenhetssystemet (SI, Système International d'Unités).

## Föråldrade format
Fram till 1850-talet användes ett formatsystem, som bygger på grundformatet folio, exempelvis oktavformatet (8:o) och kvarto (4:o). Duodesformat eller bara duodes, ofta skrivet 12:o, var en annan storleksbeteckning använd framförallt vid boktryckning för den tidens pocketböcker. Duodes är en teknisk term och egentligen inte avsedd att ange en storlek. Den innebär att varje pappersark som användes vid tryckningen viks, så att det bildar tolv blad i den färdiga boken.

## Olika formatserier

### A-serien

De olika pappersstorlekarna i A-serien.

De olika pappersstorlekarna i B-serien.

Från den ovannämnda grundstorleken med arean en kvadratmeter (och därmed måtten 841 × 1 189 mm) skapades den så kallade A-serien. I denna härleddes alla storlekar (utom den största) från det närmast större formatet genom att den närmast större storleken delades i två delar parallellt med dess kortsida. Härvid ströks bråkdelar av millimeter. Pappersstorleken benämndes efter vilken serie som den ingick i och efter hur många gånger papperet tudelats för att uppnå den aktuella storleken. Ett papper i formatet A4 ingår alltså i A-serien och har skapats genom att grundstorleken (A0) har tudelats fyra gånger. Ett A4-papper blir därmed 1/16 av storleken på ett A0 (alltså 210 mm × 297 mm). Varje pappersstorlek är alltså hälften så stor som den närmast större storleken.

### B-serien
A-serien uppfyllde emellertid långt ifrån alla behov, varför en hjälpserie, kallad B-serien, infördes. B-seriens pappersstorlekar hamnar mitt emellan de storlekar som ingår i A-serien. B-seriens grund är B0, med måtten 1 000 × 1 414 millimeter. Ett papper i storleken B4 hamnar mellan A4 och A3 i storlek. Ett exempel på en tidning i B5-format är Kalle Anka & C:o. Även de vanligaste formaten för posters/affischer säljs i format ur B-serien. 50x70 cm motsvarar B2 och 70x100 cm motsvarar B1. 

### C-serien
En ytterligare hjälpserie infördes också för att fylla behoven av flera storlekar. Denna C-serie har som grund C0, med måtten 917 × 1 297 millimeter. Ett papper i C4-storlek ligger i storlek emellan A4 och B4. Ett praktiskt exempel på C4-storlek är de kuvert som används för ovikta A4-papper.

### D-serien och F-serien
Tidigare fanns även en D-serie insprängd mellan B-serien och nästa större A-format. Det fanns även serierna E, G och F, insprängda emellan A, C, B och D. Det finns dock sällan behov av denna finindelning och D- och F-serierna används i stort sett aldrig. 

### E-serien
E-serien ger format som är mindre än C-seriens format. Det används för innerkuvert (svarskuvert). Vanligaste användning är E5 och E6. Exempelvis ett E6-kuvert går precis in i ett C6-kuvert, men är ändå tillräckligt stort för att rymma något i A6, t.ex. ett A4-ark vikt två gånger till 4 delar. Om man behöver ytterligare ett lager av kuvert kan man lägga allt detta i ett G6-kuvert. Praktiskt vid reklamutskick.
Ett specialformat för kuvert är E65 (i Nordamerika kallat C6/C5), 112 × 223 mm. Det rymmer med 13 mm marginal ett A4-ark vikt i tre delar på längden (99 × 210 mm).

### F-serien[4]
För konstnärsändamål (akvarellpapper o d) finns F-serien. Denna serie numreras i omvänd ordning relativt ISO-serierna, d v s. F0 är minst och F50 störst. En vanlig storlek på block för skissarbete (kroki) är F3. De mått som exemplifieras i tabellen nedan är avrundade värden, som innehåller marginaler för tavelramar m m. Samma mått tillämpas även för målarduk i spännramar.
Detta sidoförhållande, gyllene snittet, anses ha särskilt stort skönhetsvärde.
Ett liggande format kallas i engelskt språkbruk landscape, eftersom landskapmålningar brukar avbildas på detta sätt. Analogt kallas ett stående format portrait, eftersom porträtt brukar avbildas på det sättet. Dessa beteckningssätt för liggande och stående format används i överförd bemärkelse inte bara på konst, utan för vad som helst, vars läge skall anges.
| Beteckning | cm       | Sidoförhållande |
| ---------- | -------- | --------------- |
| F0         | 10 × 15  | 1,5000          |
| F1         | 16 × 22  | 1,3750          |
| F2         | 19 × 24  | 1,2632          |
| F3         | 22 × 27  | 1,2273          |
| F4         | 24 × 33  | 1,3750          |
| F5         | 27 × 35  | 1,2963          |
| F6         | 33 × 41  | 1,2424          |
| F8         | 38 × 46  | 1,2105          |
| F10        | 46 × 55  | 1,1957          |
| F12        | 50 × 61  | 1,2200          |
| F15        | 54 × 65  | 1,2037          |
| F20        | 60 × 73  | 1,2167          |
| F25        | 65 × 81  | 1,2462          |
| F30        | 73 × 92  | 1,2603          |
| F40        | 81 × 100 | 1,2346          |
| F50        | 89 × 116 | 1,3034          |

### G-serien
Denna serie är mindre vanlig, men används ibland för diverse trycksaker. Vanligaste exemplet är avhandlingar och examensarbeten vid universitet och högskolor, som ofta använder formatet G5. Alltsedan 1980-talet används formatet G5 även för många svenska rollspel, till exempel de ursprungliga versionerna av Drakar och Demoner och Mutant.

## Speciella normalformat
Till systemet med normalformat har också skapats speciella format som inte är egentliga normalformat, men som används tillsammans med sådana. En plusgiroblankett har till exempel formatet A65, vilket betyder att dess höjd motsvarar den hos en liggande A6, medan bredden motsvarar den hos en liggande A5. Till detta passar kuvert M65.
Till konstruktionsritningar förekommer ett liggande pappersformat med måtten 594 × 1189 mm. Det har samma långsida som långsidan hos ett A0, och samma kortsida som kortsidan hos ett A1. Formatet kallas ibland för "A01", och ibland för "A1S". Även "A0" anges ibland i formatrutan, men det är missvisande. 
Utöver A, B och C-serien har också ytterligare serier skapats.
Ett speciellt svenskt format som används i tryckta versioner av Svensk Författningssamling är G5S, 165 x 242 mm. Det svenska statsformatet har ej kunnat inordnas i annan svensk eller internationell standard. Sveriges standardiseringskommission SIS har emellertid för skolböcker, fackböcker och tidskrifter antagit ett standardformat G5, vars mått, 169 x 239 mm, ligger mycket nära statsformatet. Orsaken till att detta speciella format togs fram, var att det tämligen väl motsvarar de äldre mått som författningstrycket haft.
Eurosize är beteckningen på ett format som ofta används i reklamsammanhang. Måtten är 1185 × 1750 mm. Exempel där det används är i reklamen i busskurer. Ett annat namn på formatet är adshel.
I vissa typer av bläckstråleskrivare används ett pappersformat som kallas A3+, med måtten 329 × 483 mm.

## Införande i Sverige
1885 infördes statliga normer för papper och pappersformat. 1908 infördes en normalpappersförordning om de papper, bläck och skrivmaskins- och stämpelfärger som skulle användas till vissa offentliga handlingar. 1922 preciserades i ett cirkulär de statliga normalformaten till två serier: folioserien som bildades genom halvering av arket 360 × 450, och kvartoserien som bildades genom halvering av arket 460 × 590 mm. Serierna hade tio fastställda format med tillhörande kuvertstorlekar.
Genom Kungl. Maj:ts kungörelser och cirkulär av den 14 september 1946 (SFS 1946:613-616) bestämdes att normalformat skulle börja användas inom statsförvaltningen samt hur införandet skulle ske.
- Kungl. Maj:ts kungörelse av den 14 september 1946 (SFS 1946:613) fastställde mått och vikt för de papper som från den 1 januari 1947 skulle användas. Undantag gjordes för redan anskaffade lager av papper, blanketter och dylikt, som fick användas fram till den 1 januari 1949. Därefter fick endast dyrare blanketter, påbörjade räkenskapsböcker med mera av de gamla formaten användas.
- I Kungl. Maj:ts cirkulär av samma datum (SFS 1946:614) meddelades anvisningar rörande mått och kvalitet vid inköp av papper för statens behov.
- Kungl. Maj:ts cirkulär av samma datum (SFS 1946:615) framhöll vikten av att även handlingar som insändes av kommuner, företag och enskilda skulle hålla de fastställda måtten.
- I Kungl. Maj:ts kungörelse av samma datum (SFS 1946:616) gavs föreskrifter för vissa blanketter hos länsstyrelserna och fögderiförvaltningen.

## Formattabell
|    | A           | B             | C           |  | G          |
| -- | ----------- | ------------- | ----------- |  | ---------- |
| 0  | 841 × 1 189 | 1 000 × 1 414 | 917 × 1 297 |  | 958 × 1354 |
| 1  | 594 × 841   | 707 × 1 000   | 648 × 917   |  | 677 × 958  |
| 2  | 420 × 594   | 500 × 707     | 458 × 648   |  | 479 × 677  |
| 3  | 297 × 420   | 353 × 500     | 324 × 458   |  | 338 × 479  |
| 4  | 210 × 297   | 250 × 353     | 229 × 324   |  | 239 × 338  |
| 5  | 148 × 210   | 176 × 250     | 162 × 229   |  | 169 × 239  |
| 6  | 105 × 148   | 125 × 176     | 114 × 162   |  | 119 × 169  |
| 7  | 74 × 105    | 88 × 125      | 81 × 114    |  | 84 × 119   |
| 8  | 52 × 74     | 62 × 88       | 57 × 81     |  | 59 × 84    |
| 9  | 37 × 52     | 44 × 62       | 40 × 57     |  | 42 × 59    |
| 10 | 26 × 37     | 31 × 44       | 28 × 40     |  |            |
| 65 | 99 × 210    |               |             |  |            |
| 01 | 594 × 1189  |               |             |  |            |

## Nordamerikanska pappersformat
I USA, Kanada och Mexiko har de internationella pappersformaten inte fått något riktigt genomslag, med undantag för universitet och föreningar med mycket internationell korrespondens. Det vanligaste pappersformatet i dessa länder, som används där andra länder använder A4, kallas Letter.
| Namn         | mått (inch) | mått (mm) | bredd/höjd-förhållande |
| ------------ | ----------- | --------- | ---------------------- |
| Letter       | 11 × 8½     | 279 × 216 | 1:1,2941               |
| Legal        | 14 × 8½     | 356 × 216 | 1:1,6471               |
| Junior Legal | 8 × 5       | 203 × 127 | 1:1,6000               |
| Ledger       | 17 × 11     | 432 × 279 | 1:1,5455               |
| Tabloid      | 11 × 17     | 279 × 432 | 1:1,5455               |

De olika pappersstorlekarna i ANSI-serien (nordamerikanska pappersstorlekar).

Letter är det vanligaste formatet för brev, handelsdokument etc.
Legal är, som namnet antyder, fastställt format för offentliga handlingar med juridiskt innehåll och liknande.
Tabloid är ungefär så stort som A3. Formatet för tidningar anges många gånger som tabloidformat, men det är i press-sammanhang inte någon exakt definition, utan kan innebära avvikande dimensioner i förhållande till det nordamerikanska tabloid.
Amerikanska representanter i ISO har sagt sig kunna acceptera en minskning från 216 till 210 mm på bredden, men med nuvarande förvaringsutrustning kan man inte ändra till A4-höjd.

## Nordamerikanska kuvertformat
Det följande är bara ett urval. Det finns ingen genomgående systematik i valet av nummerbeteckningarna. Utöver detta förekommer en uppsjö med varierande dimensioner.
| Beteckning | Dimension (mm) |
| ---------- | -------------- |
| #1         | 152 × 129      |
| #3         | 178 × 254      |
| #6         | 191 × 267      |
| #7         | 95 × 172       |
| #8         | 210 × 236      |
| #9         | 98 × 225       |
| #10        | 105 × 241      |
| #11        | 114 × 264      |
| #12        | 121 × 279      |
| #14        | 127 × 292      |
| #15        | 254 × 381      |
| #16        | 152 × 305      |
| DL         | 110 × 219      |

#10 och DL motsvaras ungefär av svenskt kuvert M65 (112 × 223 mm), som passar ett A4-papper vikt i 3 delar på höjden.